# Bob Peck
Robert Peck (Leeds, 23 agosto 1945 – Londra, 4 aprile 1999) è stato un attore britannico.
Peck frequentò il Leeds College of Art, dove ottenne il diploma in Arte & Design. Prima di approdare nel cinema e in televisione, fu un attore regolare a fianco di Ian McKellen, Donald Sinden e Judi Dench per la Royal Shakespeare Company e apparve sul palcoscenico nella produzione della RSC The Life and Adventures of Nicholas Nickleby, interpretando John Browdie e Sir Mulberry Hawk. 
Peck approdò in televisione nel 1972, nel programma della BBC Thirty-Minute Theatre. Continuò ad apparire in altre trasmissioni, come Z Cars e Play For Today, ed è conosciuto al pubblico britannico per aver recitato nella serie della BBC Edge of Darkness (1985), interpretando Ronald Craven. Per questo ruolo vinse un premio BAFTA che lanciò la sua carriera cinematografica. In seguito divenne noto al pubblico internazionale per le apparizioni in film come Jurassic Park (1993), nel ruolo di Robert Muldoon, e Il senso di Smilla per la neve (1997). Prima di questi, Peck aveva anche interpretato un androide fuggente nel film apocalittico Slipstream (1989). Ebbe anche una piccola parte nel finale del film Il signore delle mosche (1990). 
Altre apparizioni di Bob Peck in televisione includono: Storyteller (1988), Natural Lies (1991), An Ungentlemanly Act (1992), Le avventure del giovane Indiana Jones (1993) e The Scold's Bridle (1998).
Bob Peck morì di cancro a Londra nel 1999, all'età di soli 53 anni, dopo aver combattuto contro la malattia per molti anni. Il suo corpo venne cremato e le ceneri distribuite a parenti ed amici.